# Rio Água Verde
O rio Água Verde é um rio brasileiro que banha o estado do Ceará. É um dos principais afluentes do rio Pacoti e banha os municípios de Palmácia, Maranguape e Guaiúba.